# Mirko Gualdi
Mirko Gualdi (Alzano Lombardo, Provincia de Bérgamo, 7 de julio de 1968) fue un ciclista italiano, que fue profesional entre 1993 y el 2000. De su palmarés destacan la victoria de etapa al Giro de Italia. Cuando era amateur ganó la medalla de oro al Campeonato del Mundo en ruta

## Palmarés
- 1990
  -  Campeón del mundo en ruta amateur
  - 1º en el Trofeo Alcide De Gasperi
  - 1º en el Grande Pulse Industria y Comercio de San Vendemiano
- 1991
  - 1º en el Gran Premio de la industria y el comercio artesanal de Carnago
- 1992
  - 1º en el Grande Pulse Industria y Comercio de San Vendemiano
- 1993
  - Vencedor de una etapa en el Tour de Polonia
- 1997
  - Vencedor de una etapa en el Giro de Italia
  - Vencedor de una etapa a la Ruta México

### Resultados al Giro de Italia
- 1994. Abandona (14.ª etapa)
- 1997. 62.º de la clasificación general. Vencedor de una etapa
- 1998. 66.º de la clasificación general
- 1999. Abandona (2ª etapa)
- 2000. 40.º de la clasificación general

### Resultados al Tour de Francia
- 1996. 43.º de la clasificación general
- 1997. Abandona (9ª etapa)

### Resultados a la Vuelta en España
- 1993. Abandona (16.ª etapa)
- 1995. Abandona (16.ª etapa)
- 1998. 21º de la clasificación general